# Tatterford
Tatterford är en ort i Tattersett, North Norfolk, Storbritannien.   Den ligger i grevskapet Norfolk och riksdelen England, i den sydöstra delen av landet, 160 km norr om huvudstaden London. Tatterford var en civil parish fram till 1935 när blev den en del av Tattersett. Tatterford ligger 46 meter över havet och antalet invånare är 902. Civil parish hade 66 invånare år 1931. Byn nämndes i Domedagsboken (Domesday Book) år 1086, och kallades då Taterforda.
Terrängen runt Tatterford är platt. Runt Tatterford är det ganska tätbefolkat, med 96 invånare per kvadratkilometer. Närmaste större samhälle är Fakenham, 5,6 km öster om Tatterford. Trakten runt Tatterford består till största delen av jordbruksmark.